# Makirawaterhoen
Het makirawaterhoen (Gallinula silvestris, synoniem: Pareudiastes silvestris) is een vogel uit de familie van de rallen (Rallidae) De wetenschappelijke naam werd gepubliceerd in 1933 door Ernst Mayr als Edithornis silvestris .

## Kenmerken
De enige gemeten vogel was 26,5 cm lang en woog 450 g. De vogel is overwegend donker leigrijs, de vleugels meer zwartbruin. De snavel en de poten zijn helder rood, maar de bles boven de snavel is donker blauwgrijs. De vogel is iets kleiner dan een waterhoen en mist de opgewipte staart. De vogel vliegt zelden.

## Verspreiding en leefgebied
Deze soort is endemisch  op het eiland Makira (San Cristobal) in het zuidoosten van de Salomonseilanden. Het leefgebied bestaat uit ongerept montaan regenwoud tussen de 400 en 1200 m boven de zeespiegel.

## Status
Het makirawaterhoen heeft een zeer klein verspreidingsgebied en daardoor is de kans op uitsterven aanwezig. Er zijn na 1953 geen bevestigde waarnemingen, maar volgens lokale jagers was de vogel er nog in 1974. Mogelijk is daarna dit waterhoen snel in aantal achteruitgegaan door de introductie van predatoren. Nader onderzoek is nodig om zeker te weten of de vogel is uitgestorven. Om deze redenen staat deze soort voorlopig als ernstig bedreigd (kritiek) op de Rode Lijst van de IUCN.